# Hora legal de Venezuela

UTC-4: azul (diciembre), naranja (junio), amarillo (todo el año).

La Hora Legal de Venezuela (HLV) es un servicio oficial del Estado venezolano que establece la hora local del país administrado por el Servicio de Hidrografía y Navegación, cuya sede se encuentra en Maiquetía, estado La Guaira y cuyas instalaciones se encuentran en el Observatorio Naval Cagigal en Caracas. Actualmente, se guía por el huso horario UTC−4, y podía ser consultado de manera telefónica marcando el número 119 desde teléfonos fijos en el territorio nacional o el 0212-4818666 extensión 8027 y por las líneas de la empresa estatal Movilnet mediante el teléfono *119. Sin embargo, ninguno de esos servicios hoy se encuentra activo por razones que no se han comunicado oficialmente y la hora hoy solo se puede consultar vía Internet.

## Historia
El servicio de hora legal fue fundamentado en la necesidad de definir un Patrón Horario que rigiera la medida del tiempo en Venezuela, localizado aproximadamente entre los meridianos 60° y 75°, correspondientes al tiempo universal coordinado −04:00 (oriente) y −05:00 (occidente) respectivamente con respecto al tiempo medio de Greenwich. De esta forma, el 12 de febrero de 1912 fue promulgado un decreto en la Gaceta Oficial N° 11.537 estableciendo la Hora Legal de Venezuela, adoptando el meridiano de Villa de Cura (longitud 67° 30' W) como primera referencia geográfica para un sistema horario nacional. La HLV comienza a suministrar a la Oficina Central de Telégrafos Nacionales las determinaciones astronómicas de la hora local, correspondiendo entonces el horario local con el UTC−04:30. Ya para 1930 los servicios de radiodifusión transmitían la hora sincronizando con el servicio HLV. 
Siendo que el servicio de Hora Legal de Venezuela no cumplía las disposiciones internacionales para el establecimiento de sistemas horarios con diferencias enteras con respecto al tiempo medio de Greenwich, el entonces Congreso de la República aprobó la Ley de Medidas y Su Aplicación el 9 de diciembre de 1964, cuyo Artículo 27 estableció como meridiano oficial al de longitud geográfica 60° W (hora de oriente), cercano al promontorio de Punta Playa en el territorio federal Delta Amacuro, lo que significó sumar 30 minutos al tiempo de referencia anterior. La otra opción que existía para el momento, el meridiano 75° W, fue rechazada de plano, pues el mismo no pasa por ninguna ciudad o población venezolana.

Artículo 27.— La hora legal en todo el territorio nacional a partir del día 1° de enero de 1965, a las 0 horas será la equivalente a la del meridiano de Greenwich disminuida en cuatro horas.

Desde entonces, rigió en Venezuela el tiempo UTC-4. Esta modificación se hizo fundamentada en un estudio realizado por La Electricidad de Caracas[cita requerida] en la que se explicaba el ahorro energético que significaba sumar esos 30 minutos al horario anterior: al levantarse más temprano se aprovechaba mejor la luz solar por la mañana (motivación principal del horario de verano alrededor del mundo) y, por el contrario, se disponía de media hora adicional de sol por la tarde sin necesidad de utilizar el alumbrado público.
La Hora Legal de Venezuela fue dictada por el Servicio Nacional de Metrología Legal desde 1964 hasta 1980, y por el Servicio Nacional de Metrología desde 1980 hasta 2007.
En noviembre de 2007, el presidente Hugo Chávez, según Decreto N.º 5.693 con Rango Valor y Fuerza de Ley, reformó el único artículo del capítulo III de la Ley de Metrología con el objeto de adoptar el huso horario UTC−4:30, que corresponde al meridiano de Villa de Cura (hora solar del centro del país), volviendo al tiempo de referencia usado anteriormente desde 1912 hasta 1965. 

Artículo 18. La hora legal en el territorio nacional es la equivalente a la del Meridiano de Greenwich, disminuida en cuatro horas y treinta minutos.

Esto implicó restar 30 minutos a la hora legal a partir del 9 de diciembre de 2007. En consecuencia, el servicio HLV vigente se correspondía con el UTC-4:30.

## HLV vigente
Con motivo de la crisis energética, el 14 de abril de 2016 el presidente Nicolás Maduro anunció que la hora legal pasaría nuevamente a calcularse mediante el huso horario UTC−4 a partir del 1 de mayo de 2016. La modificación fue oficializada el 18 de abril en Gaceta Oficial: 

Artículo 1º. Se modifica la hora legal en todo el territorio de la República Bolivariana de Venezuela, la cual pasará a ser la equivalente a la del tiempo universal coordinado, disminuida en cuatro horas (UTC -4), en los términos indicados en el presente Decreto.

## Historial de los husos horarios de Venezuela
- 12 de febrero de 1912 - 1 de enero de 1965: UTC−4:30.
- 1 de enero de 1965 - 9 de diciembre de 2007: UTC−4.
- 9 de diciembre de 2007 - 1 de mayo de 2016: UTC−4:30.
- 1 de mayo de 2016 - actualmente: UTC−4.

## En los sistemas informáticos
En la TZ Database, Venezuela tiene la siguiente nomenclatura:
- América/Caracas (VE)